# Pleurophascum ovalifolium
Pleurophascum ovalifolium là một loài rêu trong họ Pleurophascaceae. Loài này được Fife & Dalton mô tả khoa học đầu tiên năm 2005.